# فوسفيد التيتانيوم الثلاثي
 فوسفيد تيتانيوم ثلاثي مركب كيميائي له الصيغة TiP ، ويكون على شكل بلورات رمادية .